# Frederick Alderman
Frederick Pitt "Fred" Alderman (født 24. juni 1905 i Lansing, Michigan, død 15. september 1998) var en amerikansk atlet.

## Atletikkarriere
Alderman vandt det amerikanske collegemesterskab i 400 yards løb i 1927, og året efter løb han 400 m på 48,0 sekunder. Han stillede dog ikke op i det afgørende udtagelsesløb forud for OL 1928 i Amsterdam, men han blev dog udtaget til 4 × 400 m stafetholdet sammen med George Baird, Ray Barbuti og Bud Spencer. Ved legene vandt amerikanerne deres indledende heat, og de lagde sig i spidsen fra starten i finalen. Her blev de og vandt guldet i ny verdensrekordtid på 3.14,2 minutter, mens Tyskland fik sølv og Canada bronze.